# Lijst van onroerend erfgoed in Holsbeek
Een overzicht van het onroerend erfgoed in de gemeente Holsbeek. Het onroerend erfgoed maakt deel uit van het cultureel erfgoed in België.

## Bouwkundig erfgoed
| Object                              | Erfgoedstatus?                | Bouwjaar of architect | Deelgemeente      | Adres                   | Coördinaten                   | Nummer? | Afbeelding                          |
| ----------------------------------- | ----------------------------- | --------------------- | ----------------- | ----------------------- | ----------------------------- | ------- | ----------------------------------- |
| Parochiekerk Sint-Maurus            | Monument                      |                       | Holsbeek          | Rotselaarsebaan 1       | 50° 55' 16" NB, 4° 45' 23" OL | 43591   | Parochiekerk Sint-Maurus            |
| Poort van Kasteel van Attenhoven    |                               |                       | Holsbeek          | Pleinstraat             | 50° 54' 48" NB, 4° 43' 26" OL | 43592   | Poort van Kasteel van Attenhoven    |
| Hoeve Hof ter Winge                 |                               |                       | Holsbeek          | Bergestraat 101         | 50° 56' 4" NB, 4° 45' 52" OL  | 43593   | Hoeve Hof ter Winge                 |
| Schuur in leembouw                  |                               |                       | Holsbeek          | Dutselhoek 4            | 50° 55' 12" NB, 4° 46' 48" OL | 43594   | Schuur in leembouw                  |
| Dorpswoning                         |                               |                       | Holsbeek          | Gebr. Van Tiltstraat 43 | 50° 55' 13" NB, 4° 45' 11" OL | 43595   | Dorpswoning                         |
| Hoeve Molenhof                      |                               |                       | Holsbeek          | Kortrijksebaan 57       | 50° 55' 13" NB, 4° 45' 60" OL | 43596   | Hoeve Molenhof                      |
| Pastorie Sint-Maurusparochie        | Monument                      |                       | Holsbeek          | Rotselaarsebaan 10      | 50° 55' 17" NB, 4° 45' 22" OL | 43598   | Pastorie Sint-Maurusparochie        |
| Hoeve Heilig Geesthof               | Monument                      |                       | Holsbeek          | Smisstraat 1            | 50° 55' 18" NB, 4° 46' 21" OL | 43599   | Hoeve Heilig Geesthof               |
| Parochiekerk Sint-Catharina         | Monument orgel (monument)     |                       | Kortrijk-Dutsel   | Dutselstraat            | 50° 55' 31" NB, 4° 48' 26" OL | 43600   | Parochiekerk Sint-Catharina         |
| Pastorie Sint-Catharinaparochie     | Monument                      |                       | Kortrijk-Dutsel   | Dreef 10                | 50° 55' 29" NB, 4° 48' 17" OL | 43602   | Pastorie Sint-Catharinaparochie     |
| Afspanning                          |                               |                       | Kortrijk-Dutsel   | Dutselstraat 1          | 50° 55' 33" NB, 4° 48' 27" OL | 43605   | Afspanning                          |
| Pittehoeve                          |                               |                       | Kortrijk-Dutsel   | Dutselstraat 99         | 50° 55' 30" NB, 4° 47' 42" OL | 43606   | Pittehoeve                          |
| Burgerhuis                          |                               |                       | Kortrijk-Dutsel   | Sluisbeekstraat 9       | 50° 54' 46" NB, 4° 48' 17" OL | 43608   | Burgerhuis                          |
| Koningshoeve                        |                               |                       | Kortrijk-Dutsel   | Horebeekstraat 3-5      | 50° 54' 57" NB, 4° 48' 22" OL | 43610   | Koningshoeve                        |
| Boerenburgerhuis                    |                               |                       | Kortrijk-Dutsel   | Gobbelsrode 68          | 50° 54' 57" NB, 4° 48' 28" OL | 43613   | Boerenburgerhuis                    |
| Parochiekerk Sint-Lambertus         |                               |                       | Nieuwrode         | Dorp                    | 50° 57' 3" NB, 4° 50' 8" OL   | 43615   | Parochiekerk Sint-Lambertus         |
| Pastorie Sint-Lambertusparochie     | Monument                      |                       | Nieuwrode         | St.-Lambertusstraat 13  | 50° 57' 3" NB, 4° 50' 16" OL  | 43616   | Pastorie Sint-Lambertusparochie     |
| Parochiekerk Sint-Pieter            | orgel (monument)              |                       | Sint-Pieters-Rode | Kerkplein               | 50° 55' 58" NB, 4° 49' 14" OL | 43617   | Parochiekerk Sint-Pieter            |
| Sint-Jozefkapel                     |                               |                       | Sint-Pieters-Rode | Peerse                  | 50° 55' 44" NB, 4° 49' 60" OL | 43618   | Sint-Jozefkapel                     |
| Kasteel van Horst                   | Monument wagenhuis (monument) |                       | Sint-Pieters-Rode | Horststraat 28          | 50° 56' 1" NB, 4° 49' 56" OL  | 43619   | Kasteel van Horst                   |
| Pastorie Sint-Pietersparochie       | Monument                      |                       | Sint-Pieters-Rode | Pastoriedreef 10        | 50° 56' 7" NB, 4° 49' 9" OL   | 43620   | Pastorie Sint-Pietersparochie       |
| Hooghuys met Mariakapel en hoeve    |                               |                       | Nieuwrode         | Hooghuis 3, 7           |                               | 215704  | Hooghuys met Mariakapel en hoeve    |
| Muurschilderingen kasteel van Horst |                               |                       | Sint-Pieters-Rode | Horststraat 28          |                               | 301516  | Muurschilderingen kasteel van Horst |